# Bulbophyllum perreflexum
Bulbophyllum perreflexum là một loài phong lan thuộc chi Bulbophyllum.